# Wikipédia en malayalam
Wikipédia en malayalam (en malayalam : മലയാളം വിക്കിപീഡിയ) est l’édition de Wikipédia en malayalam, langue dravidienne d’Inde, parlée dans le sud du pays et notamment dans l'État du Kerala et dans le territoire de Lakshadweep, ainsi que dans le territoire de Pondichéry, où elle est langue officielle. L'édition est lancée le 21 décembre 2002. Son code est : ml.
Au 20 mars 2025, l'édition en malayalam contient 86 666 articles et compte 190 985 contributeurs, dont 241 contributeurs actifs et 14 administrateurs.

## Présentation

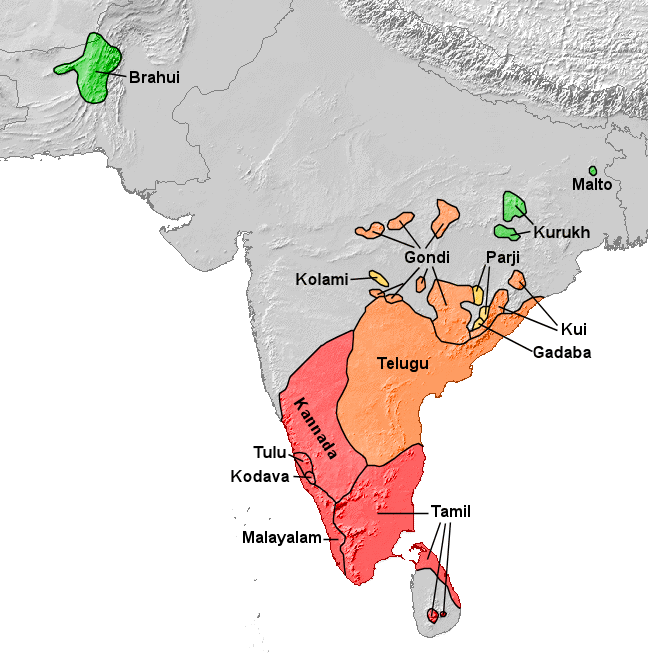
Aire de diffusion du malayalam au sein des langues dravidiennes.

## Statistiques
- En février 2009, l'édition en malayalam compte quelque 8 900 articles et 9 000 utilisateurs enregistrés.
- En septembre 2019, elle comporte plus de 65 000 articles.
- Le 13 octobre 2022, elle contient 79 550 articles et compte 164 874 contributeurs, dont 269 contributeurs actifs et 15 administrateurs.
- Le 3 septembre 2024, elle contient 85 895 articles et compte 183 172 contributeurs, dont 285 contributeurs actifs et 14 administrateurs.